# Sola gratia (album)
Sola gratia è il ventiduesimo album in studio del cantautore statunitense Neal Morse, pubblicato l'11 settembre 2020 dalla Inside Out Music.

## Tracce
Testi e musiche di Neal Morse.
1. Preface – 1:26
2. Overture – 5:59
3. In the Name of the Lord – 4:27
4. Ballyhoo (The Chosen Ones) – 2:43
5. March of the Pharisees – 1:40
6. Building a Wall – 5:01
7. Sola Intermezzo – 2:10
8. Overflow – 6:27
9. Warmer Than the Sunshine – 3:22
10. Never Change – 7:52
11. Seemingly Sincere – 9:34
12. The Light on the Road to Damascus – 3:26
13. The Glory of the Lord – 6:17
14. Now I Can See/The Great Commission – 5:17

DVD bonus nell'edizione limitata
1. The Making of Sola gratia

## Formazione
Musicisti
- Neal Morse – tastiera, chitarra, voce, percussioni, batteria (traccia 6)
- Mike Portnoy – batteria (eccetto traccia 6), mow (traccia 6)
- Randy George – basso
- Eric Gillette – chitarra (tracce 2 e 3), assolo di chitarra (traccia 13)
- Bill Hubauer – pianoforte, a-ha
- Gideon Klein – violoncello, viola, contrabbasso
- Joose Weigand – violino, viola
- Wil Morse – cori
- Debbie Bresee – cori
- April Zachary – cori
- Julie Harrison – cori
- Amy Pippin – cori

Produzione
- Neal Morse – produzione
- Gabe Klein – registrazione strumenti ad arco
- Thomas Cucé – ingegneria parti di batteria
- Rich Mouser – missaggio